# Леонхіно Унсаїн
Леонхіно Унсаїн Табоада (ісп. Leongino Unzain Taboada, 16 травня 1925, Гуарамбаре — 23 березня 1990, Мадрид) — парагвайський футболіст, що грав на позиції нападника, зокрема, за клуби «Лаціо», «Тулон» та «Бордо», а також національну збірну Парагваю.

## Клубна кар'єра
У футболі дебютував виступами за команду «Серро Портеньйо». 
Згодом грав у складі команд «Насьйональ» та «Олімпія» (Асунсьйон).
Своєю грою за останню команду привернув увагу представників тренерського штабу клубу «Лаціо», до складу якого приєднався 1950 року. Відіграв за «біло-блакитних» наступний сезон своєї ігрової кар'єри.
1951 року уклав контракт з клубом «Тулон», у складі якого провів наступні п'ять років своєї кар'єри гравця. У складі «Тулона» був одним з головних бомбардирів команди, маючи середню результативність на рівні 0,6 голу за гру першості.
З 1956 року один сезон захищав кольори команди клубу «Бордо».  Більшість часу, проведеного у складі «Бордо», був основним гравцем атакувальної ланки команди. В новому клубі був серед найкращих голеодорів, відзначаючись забитим голом в середньому щонайменше у кожній третій грі чемпіонату.
Протягом 1957—1959 років захищав кольори клубів «Безьє», «Руан» та «Гренобль».
Завершив професійну ігрову кар'єру у клубі «Райо Вальєкано», за команду якого виступав протягом 1960—1961 років.

## Виступи за збірну
1950 року дебютував в офіційних матчах у складі національної збірної Парагваю. Протягом кар'єри у національній команді провів у її формі 5 матчів.
У складі збірної був учасником чемпіонату світу 1950 року у Бразилії, де зіграв зі Швецією (2-2) та Італією (0-2).
Помер 23 березня 1990 року на 65-му році життя у місті Мадрид.